# François Remetter
François Remetter (8. srpna 1928 Štrasburk – 2. října 2022 Štrasburk) byl francouzský fotbalový brankář.

## Fotbalová kariéra
Chytal ve Francii za RC Strasbourg Alsace, CS Le Thillot, FC Metz, FC Sochaux-Montbéliard, FC Girondins de Bordeaux, Grenoble Foot 38, Limoges FC a ASPV Strasbourg. Ve francouzské Ligue 1 nastoupil ve 334 utkáních. Ve Veletržním poháru nastoupil v 1 utkání. Za reprezentaci Francie nastoupil v letech 1953–1959 ve 26 utkáních. Byl členem reprezentace Francie na Mistrovství světa ve fotbale 1954, nastoupil ve 2 utkáních. Byl členem reprezentace Francie na Mistrovství světa ve fotbale 1958, kde Francie obsadila třetí místo, nastoupil ve 2 utkáních.

## Ligová bilance
| Ročník          | Zápasy | Góly | Klub                     |
| --------------- | ------ | ---- | ------------------------ |
| Ligue 1 1948/49 | 2      | 0    | RC Strasbourg Alsace     |
| Ligue 2 1950/51 | 33     | 0    | FC Metz                  |
| Ligue 1 1951/52 | 34     | 0    | FC Metz                  |
| Ligue 1 1952/53 | 34     | 0    | FC Metz                  |
| Ligue 1 1953/54 | 31     | 0    | FC Metz                  |
| Ligue 1 1954/55 | 34     | 0    | FC Sochaux-Montbéliard   |
| Ligue 1 1955/56 | 34     | 0    | FC Sochaux-Montbéliard   |
| Ligue 1 1956/57 | 34     | 0    | FC Sochaux-Montbéliard   |
| Ligue 2 1957/58 | 36     | 0    | FC Girondins de Bordeaux |
| Ligue 2 1958/59 | 37     | 0    | Grenoble Foot 38         |
| Ligue 1 1959/60 | 37     | 0    | Limoges FC               |
| Ligue 2 1960/61 | 36     | 0    | RC Strasbourg Alsace     |
| Ligue 1 1961/62 | 37     | 0    | RC Strasbourg Alsace     |
| Ligue 1 1962/63 | 26     | 0    | RC Strasbourg Alsace     |
| Ligue 1 1963/64 | 31     | 0    | RC Strasbourg Alsace     |
| Ligue 2 1964/65 | 30     | 0    | Limoges FC               |
| Ligue 2 1965/66 | 36     | 0    | Limoges FC               |
| CELKEM Ligue 1  | 334    | 0    |                          |